# Cascades de Berbaga
Les Cascades de Berbaga se trouvent dans une zone montagneuse difficile à atteindre en voiture, dans la commune de Oued Taga dans la wilaya de Batna à quelques kilomètres de Timgad

## Galerie

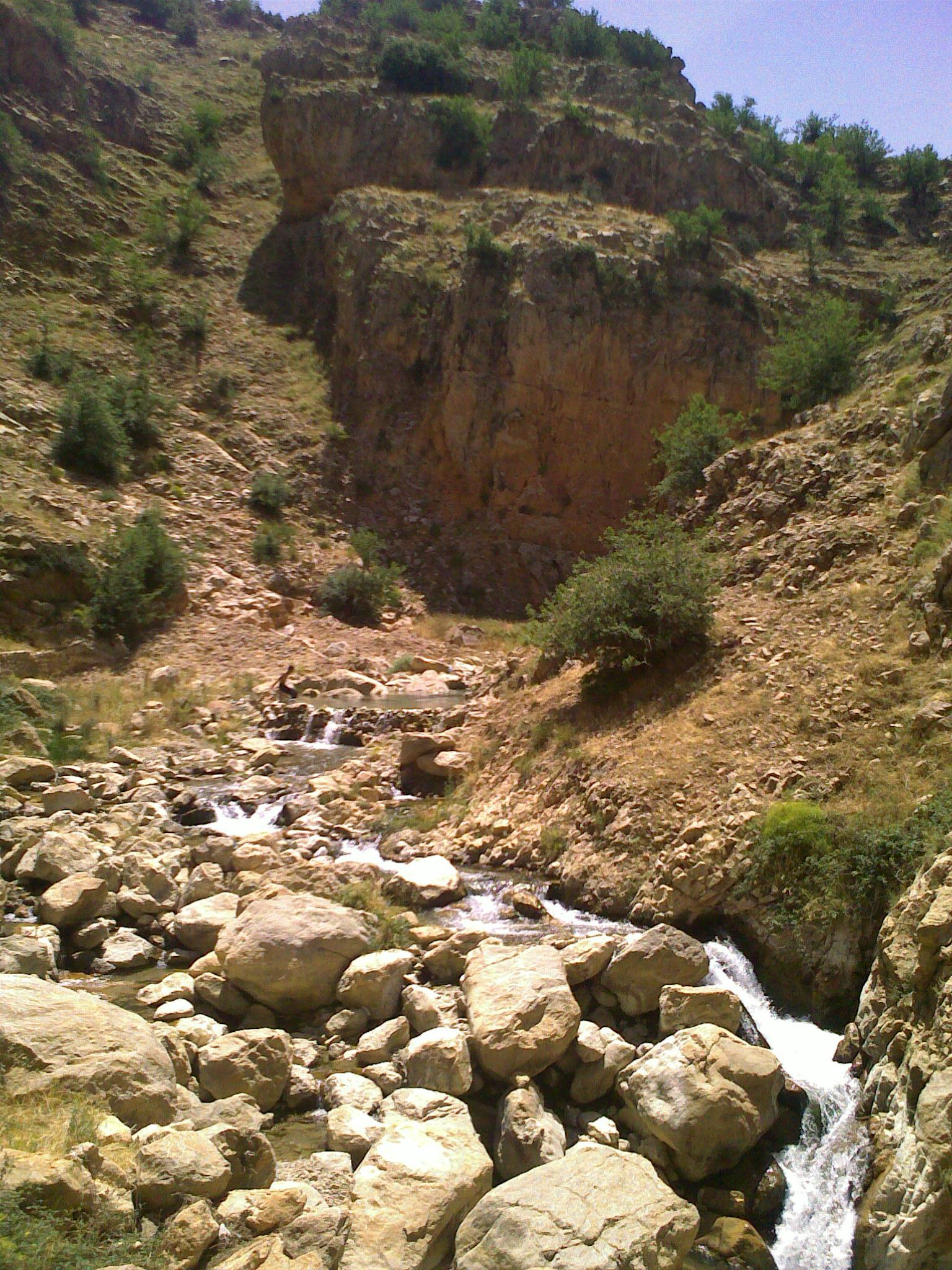
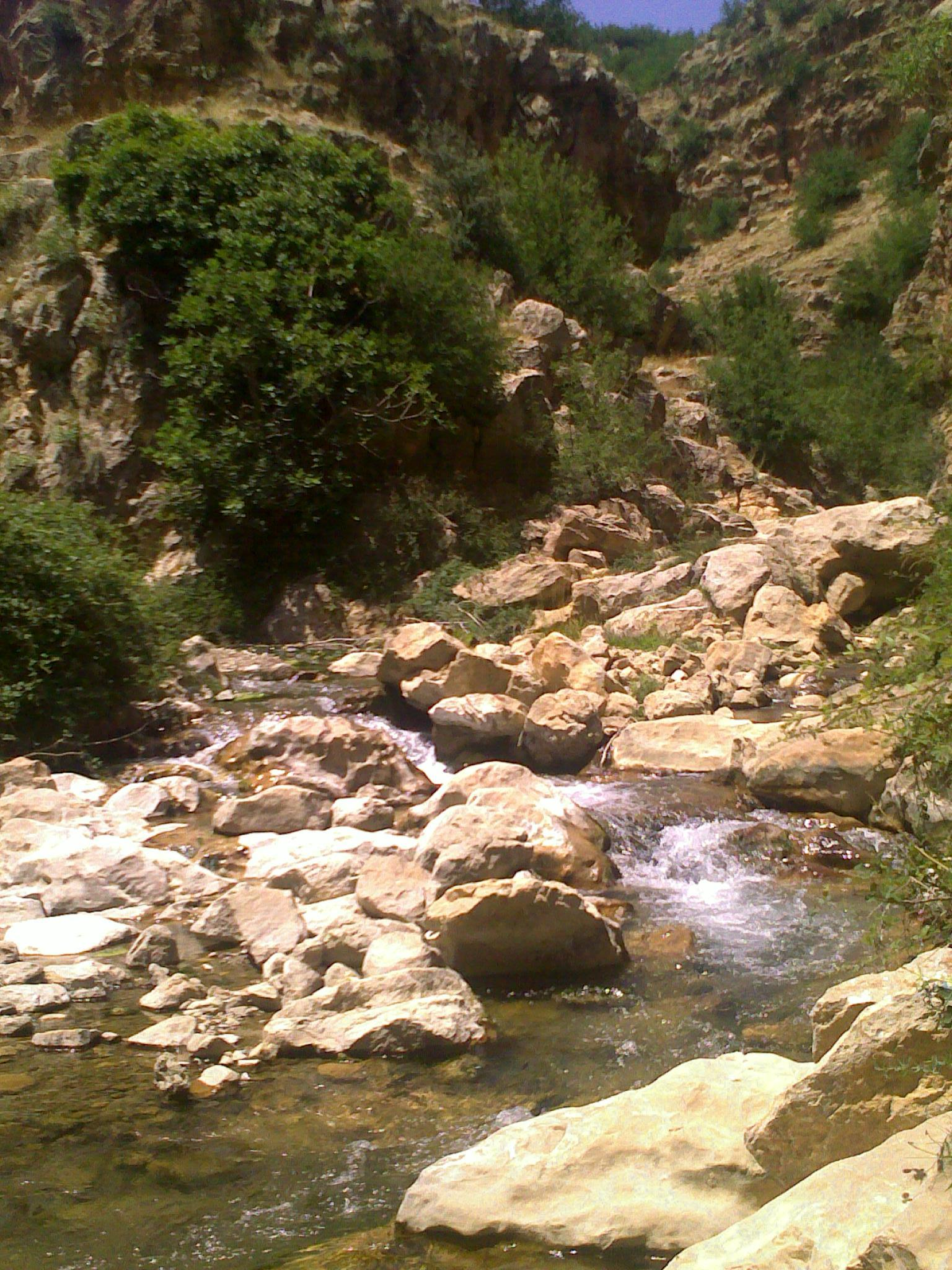